# Нью-Гейвен (Мічиган)
Нью-Гейвен (англ. New Haven) — селище (англ. village) в США, в окрузі Маком штату Мічиган. Населення — 6097 осіб (2020).

## Географія
Нью-Гейвен розташований за координатами 42°43′47″ пн. ш. 82°47′49″ зх. д. / 42.72972° пн. ш. 82.79694° зх. д. (42.729762, -82.797040).  За даними Бюро перепису населення США в 2010 році селище мало площу 6,57 км², з яких 6,56 км² — суходіл та 0,00 км² — водойми.

## Демографія
Згідно з переписом 2010 року, у селищі мешкали 4642 особи в 1552 домогосподарствах у складі 1160 родин. Густота населення становила 707 осіб/км².  Було 1695 помешкань (258/км²).
Расовий склад населення:
| - 76,3 % — білих - 16,9 % — чорних або афроамериканців - 0,5 % — корінних американців - 0,5 % — азіатів - 0,1 % — вихідців з тихоокеанських островів - 1,3 % — осіб інших рас |

До двох чи більше рас належало 4,5 %. Частка іспаномовних становила 4,8 % від усіх жителів.
За віковим діапазоном населення розподілялося таким чином: 33,0 % — особи молодші 18 років, 61,0 % — особи у віці 18—64 років, 6,0 % — особи у віці 65 років та старші. Медіана віку мешканця становила 31,1 року. На 100 осіб жіночої статі у селищі припадало 94,1 чоловіків;  на 100 жінок у віці від 18 років та старших — 89,1 чоловіків також старших 18 років.
Середній дохід на одне домашнє господарство  становив 65 025 доларів США (медіана — 54 855), а середній дохід на одну сім'ю — 69 702 долари (медіана — 57 083). Медіана доходів становила 49 223 долари для чоловіків та 32 278 доларів для жінок. За межею бідності перебувало 9,5 % осіб, у тому числі 14,3 % дітей у віці до 18 років та 8,3 % осіб у віці 65 років та старших.
Цивільне працевлаштоване населення становило 2085 осіб. Основні галузі зайнятості: виробництво — 24,1 %, освіта, охорона здоров'я та соціальна допомога — 17,1 %, роздрібна торгівля — 14,6 %.